# Commonwealth Games 2010
| Medaillenspiegel               | Medaillenspiegel | Medaillenspiegel | Medaillenspiegel | Medaillenspiegel | Medaillenspiegel |
| Platz                          | Land             | G                | S                | B                | Gesamt           |
| ------------------------------ | ---------------- | ---------------- | ---------------- | ---------------- | ---------------- |
| 1                              | Australien       | 74               | 55               | 48               | 177              |
| 2                              | Indien           | 38               | 27               | 36               | 101              |
| 3                              | England          | 37               | 59               | 46               | 142              |
| 4                              | Kanada           | 26               | 17               | 32               | 75               |
| 5                              | Südafrika        | 12               | 11               | 10               | 33               |
| 6                              | Kenia            | 12               | 11               | 9                | 32               |
| 7                              | Malaysia         | 12               | 10               | 13               | 35               |
| 8                              | Singapur         | 11               | 11               | 9                | 31               |
| 9                              | Nigeria          | 11               | 10               | 14               | 35               |
| 10                             | Schottland       | 9                | 10               | 7                | 26               |
| Vollständiger Medaillenspiegel |                  |                  |                  |                  |                  |

Die 19. Commonwealth Games fanden vom 3. bis 14. Oktober 2010 in der indischen Stadt Delhi statt. Es war das größte Sportereignis, das jemals in Indien ausgetragen wurde. Zuvor war Delhi Gastgeber der Asienspiele 1951 und 1982. Ausgetragen wurden 272 Wettbewerbe in 17 Sportarten. Die Vorbereitungen waren von verschiedenen organisatorischen Problemen überschattet und stießen in den Medien zum Teil auf heftige Kritik.

## Bewerbung
Zwei Städte hatten sich für die Ausrichtung der Commonwealth Games 2010 beworben, neben der indischen Stadt Delhi auch Hamilton in Kanada. Die Mitglieder der Commonwealth Games Federation führten im November 2003 an ihrer Generalversammlung in Montego Bay (Jamaika) eine geheime Wahl durch. Dabei erhielt Delhi den Zuschlag mit 46 zu 22 Stimmen.

## Sportstätten
Die sportlichen Wettbewerbe wurden an zwölf verschiedenen Orten in Delhi ausgetragen. Hauptaustragungsort war das 1983 eröffnete Jawaharlal Nehru Stadium (Eröffnungs- und Schlussfeier, Leichtathletik). Es wurden folgende bestehende Sportstätten genutzt: CRPF Shooting Range (Schießen), SPM Swimming Pool Complex (Wassersport), Dhyan Chand National Stadium (Hockey), R.K. Khanna Tennis Complex (Tennis) und Talkatora Stadium (Boxen). Im Hinblick auf die Commonwealth Games wurden neu errichtet: Jawaharlal Nehru Sports Complex (Bowls, Gewichtheben), Delhi University Stadium (7er-Rugby), Dr. Karni Singh Shooting Range (Schießen), Indira Gandhi Arena (Radsport, Turnen, Ringen), Siri Fort Sports Complex (Badminton, Squash), Thyagaraj Sports Complex (Netball) und Yamuna Sports Complex (Bogenschießen, Tischtennis). Darüber hinaus standen den Athleten 20 Trainingseinrichtungen und ein Athletendorf zur Verfügung.

## Maskottchen und offizieller Song
Offizielles Maskottchen der Commonwealth Games war Shera, ein anthropomorpher Tiger. Der Name stammt vom Hindi-Wort Sher, der sowohl Tiger als auch Löwe bedeuten kann. Der offizielle Song der Spiele lautete Jiyo Utho Bado Jeeto („Lebe, erhebe dich, steige empor, gewinne!“) und wurde von A. R. Rahman komponiert.

## Sportarten und Zeitplan
Die nachfolgende Tabelle stellt den Zeitplan dar. Die Links in der ersten Spalte führen zu Seiten mit detaillierten Ergebnissen. In den gelben Kästchen steht die Anzahl der Entscheidungen am jeweiligen Tag, in der letzten Spalte die Gesamtanzahl der Wettbewerbe in den einzelnen Sportarten.
|  | Eröffnungsfeier |  | Qualifikation |  | Entscheidung |  | Abschlussfeier |

| Oktober                    | 03. | 04. | 05. | 06. | 07. | 08. | 09. | 10. | 11. | 12. | 13. | 14. |    |
| -------------------------- | --- | --- | --- | --- | --- | --- | --- | --- | --- | --- | --- | --- | -- |
| Feiern                     |     |     |     |     |     |     |     |     |     |     |     |     |    |
| Badminton                  |     |     |     |     |     | 1   |     |     |     |     |     | 5   | 06 |
| Bogenschießen              |     |     |     |     | 2   | 2   | 2   | 2   |     |     |     |     | 08 |
| Bowls                      |     |     |     |     |     |     |     | 2   | 2   |     | 2   |     | 06 |
| Boxen                      |     |     |     |     |     |     |     |     |     |     | 10  |     | 10 |
| Gewichtheben               |     | 2   | 2   | 2   | 2   | 2   | 2   | 2   | 1   | 2   |     |     | 17 |
| Hockey                     |     |     |     |     |     |     |     |     |     |     | 1   | 1   | 02 |
| Leichtathletik             |     |     |     | 1   | 4   | 7   | 9   | 8   | 6   | 9   |     | 2   | 46 |
| Netball                    |     |     |     |     |     |     |     |     |     |     |     | 1   | 01 |
| Radsport                   |     |     | 3   | 4   | 4   | 3   |     | 2   |     |     | 2   |     | 18 |
| Rhythmische Sportgymnastik |     |     |     |     |     |     |     |     |     | 1   | 1   | 4   | 06 |
| Ringen                     |     |     | 3   | 4   | 4   | 3   | 3   | 4   |     |     |     |     | 21 |
| 7er-Rugby                  |     |     |     |     |     |     |     |     |     | 1   |     |     | 01 |
| Schießen                   |     |     | 4   | 4   | 4   | 5   | 4   | 3   | 2   | 4   | 4   |     | 34 |
| Schwimmen                  |     | 5   | 4   | 8   | 4   | 10  | 11  |     |     |     |     |     | 42 |
| Squash                     |     |     |     |     |     |     | 2   |     |     |     | 3   |     | 05 |
| Synchronschwimmen          |     |     |     |     | 2   |     |     |     |     |     |     |     | 02 |
| Tennis                     |     |     |     |     |     | 1   | 2   | 2   |     |     |     |     | 05 |
| Tischtennis                |     |     |     |     |     | 1   | 1   |     |     | 1   | 2   | 2   | 07 |
| Turnen                     |     | 1   | 1   | 2   | 5   | 5   |     |     |     |     |     |     | 14 |
| Wasserspringen             |     |     |     |     |     |     |     | 3   | 2   | 3   | 2   |     | 10 |
| Oktober                    | 03. | 04. | 05. | 06. | 07. | 08. | 09. | 10. | 11. | 12. | 13. | 14. |    |

## Teilnehmende Länder

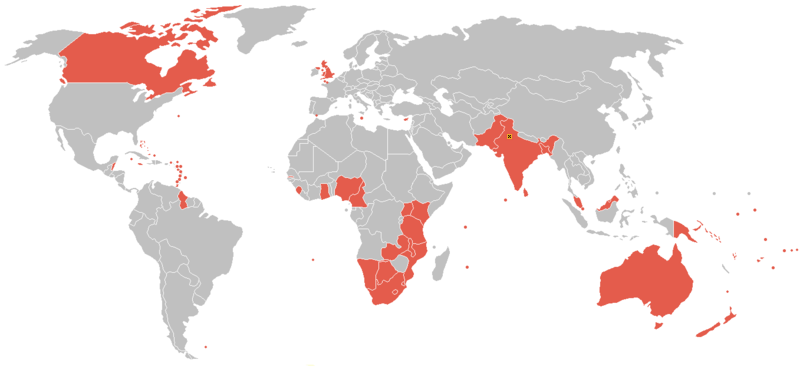
Teilnehmende Länder

Fidschi war als Mitglied des Commonwealth suspendiert und aus diesem Grund von der Teilnahme an den Commonwealth Games 2010 ausgeschlossen. Ruanda hat erstmals mit einer Mannschaft teilgenommen, da das Land 2009 dem Commonwealth beigetreten ist.
- Anguilla
- Antigua und Barbuda
- Australien
- Bahamas
- Bangladesch
- Barbados
- Belize
- Bermuda
- Botswana
- Britische Jungferninseln
- Brunei
- Cookinseln
- Dominica
- England
- Falklandinseln
- Gambia
- Ghana
- Gibraltar
- Grenada
- Guernsey
- Guyana
- Indien
- Isle of Man
- Jamaika
- Jersey
- Cayman Islands
- Kamerun
- Kanada
- Kenia
- Kiribati
- Lesotho
- Malawi
- Malaysia
- Malediven
- Malta
- Mauritius
- Montserrat
- Mosambik
- Namibia
- Nauru
- Neuseeland
- Nigeria
- Niue
- Norfolkinsel
- Nordirland
- Pakistan
- Papua-Neuguinea
- Ruanda
- St. Helena, Ascension und Tristan da Cunha
- St. Kitts und Nevis
- St. Lucia
- St. Vincent und die Grenadinen
- Salomonen
- Sambia
- Samoa
- Schottland
- Seychellen
- Sierra Leone
- Singapur
- Sri Lanka
- Südafrika
- Swasiland
- Tansania
- Tonga
- Trinidad und Tobago
- Turks- und Caicosinseln
- Tuvalu
- Uganda
- Vanuatu
- Wales
- Zypern

## Kritik
Im Vorfeld der Spiele wurden die Zustände der Sportstätten kritisiert, ebenso die Sicherheitslage. Demnach seien viele Wohnstätten für die Athleten in einem unbewohnbaren Zustand. Ein Anschlag auf einen Reisebus, bei dem mehrere Menschen verletzt wurden, erhöhte ebenso wie zusammenstürzende Brücken und Stadiondecken den Druck auf die indische Regierung. Experten befürchteten zudem eine Ausbreitung des Denguefiebers. Prominente Athleten wie der britische Dreispringer Phillips Idowu und die australische Diskusweltmeisterin Dani Samuels sagten ihre Teilnahme wegen Sicherheitsbedenken ab.
Während der Spiele erkrankten mehrere Teilnehmer an einer viralen Magen-Darm-Infektion. Weil die ersten Fälle unter Schwimmern auftraten, geriet die Qualität des Wassers in Verdacht. Nachdem aber auch die englische Feldhockeymannschaft Krankheitsfälle meldete und eine Untersuchung des Wassers keinen Hinweis auf einen Erreger lieferte, blieb die Ursache unklar.